# Epibryon intracellulare
Epibryon intracellulare är en svampart som beskrevs av Döbbeler 1978. Epibryon intracellulare ingår i släktet Epibryon och familjen Pseudoperisporiaceae.   Inga underarter finns listade i Catalogue of Life.